# Park Kang-jo
Pour les articles homonymes, voir Park.
Dans ce nom coréen, le nom de famille, Park, précède le nom personnel.
Park Kang-jo est un footballeur sud-coréen né le 24 janvier 1980. Il évolue au poste de milieu de terrain.

## Palmarès
- Champion de Corée du Sud en 2001 et 2002 avec le Seongnam Ilhwa Chunma
- Vainqueur de la Supercoupe de Corée du Sud en 2002 avec le Seongnam Ilhwa Chunma
- Finaliste de la Coupe de Corée du Sud en 2000 avec le Seongnam Ilhwa Chunma